# International Federation of Library Associations and Institutions
La International Federation of Library Associations and Institutions (IFLA), "Federazione internazionale delle associazioni e istituzioni bibliotecarie" in italiano, è una federazione mondiale di associazioni di biblioteche, creata per essere un forum per lo scambio di idee e per promuovere la cooperazione internazionale, la ricerca e lo sviluppo nei settori della biblioteconomia e della bibliografia.

## Storia
Fondata a Edimburgo (Scozia) nel 1927 nel corso di una conferenza internazionale, la Federazione conta 1.700 membri in 155 paesi. Ha sede presso la Biblioteca Reale dell'Aia.
L'IFLA è membro dell'International Freedom of Expression Exchange (IFEX), una rete internazionale di organizzazioni non governative che sorvegliano le violazioni alla libertà d'espressione e organizzano campagne in difesa di giornalisti, scrittori e altre persone perseguitate per aver esercitato il proprio diritto alla libertà d'espressione.

## Obiettivi
Gli obiettivi dell'IFLA sono:
- rappresentare biblioteconomia negli ambiti di interesse internazionale
- promuovere la formazione continua del personale della biblioteca
- sviluppare, mantenere e promuovere linee guida per i servizi bibliotecari.

Gli obiettivi vengono informati ai seguenti valori fondamentali:
- appoggio al principio di libertà di espressione, sancito dall'articolo 19 della Dichiarazione universale dei diritti umani
- la convinzione che le persone, le comunità e le organizzazioni hanno bisogno di accesso universale ed equo all'informazione, alle idee e alle opere dell'immaginazione per il loro benessere sociale, educativo, culturale, democratico ed economico
- la convinzione che l'erogazione di servizi bibliotecari e informativi di alta qualità consente di garantire tale accesso
- l'impegno a consentire a tutti i membri della Federazione di porre in essere, e beneficiare, delle sue attività senza riguardo alla cittadinanza, disabilità, etnia, sesso, posizione geografica, lingua, convinzioni politiche, razza o religione.

## Organizzazione e Congresso Annuale
È suddivisa in 8 divisioni professionali (da A a H), ognuna delle quali raccoglie a sua volta 6-8 comitati su temi specifici. Ogni comitato è coordinato da un presidente e un vicepresidente e funzionari di sezione. Le otto suddivisioni sono supervisionate dal Consiglio Professionale.
Dal 1928, l'IFLA organizza annualmente il World Library and Information Congress (WLIC) in una città degli stati membri. L'ultima edizione italiana del congresso si è svolta nel 2009 a Milano. A causa della pandemia da COVID-19, nel 2020 il congresso è stato annullato, e l'edizione 2021 si è svolta in modalità virtuale.